# Mrówkojadek jedwabisty
Mrówkojadek jedwabisty, mrówkojadek, mrówkojad karłowaty (Cyclopes didactylus) – gatunek ssaka z rodziny mrówkojadkowatych (Cyclopedidae). 

## Taksonomia
Gatunek po raz pierwszy zgodnie z zasadami nazewnictwa binominalnego opisał w 1758 roku szwedzki przyrodnik Karol Linneusz nadając mu nazwę Myrmecophaga didactyla. Miejsce typowe według oryginalnego opisu to „południowa Ameryka” (łac. Habitat in America australi), ograniczone w 1911 roku przez Oldfielda Thomasa do Surinamu. Jako że Linneusz w swoim oryginalnym opisie nie wskazał okazu typowego, tylko cytował wcześniejszych autorów (rycina Albertusa Seby oraz okaz z Museum Adolphi Frederici), a analiza skór i czaszek znajdujących się w zbiorach Naturhistoriska riksmuseet do której przeniesiono kolekcję króla Szwecji, nie pozwoliła na zlokalizowanie wskazanego przez Linneusza okazu, w 2018 roku wyznaczono neotyp – jest skóra i czaszka dorosłej samicy (sygnatura FMNH 93175) ze zbiorów Muzeum Historii Naturalnej w Chicago, którą zebrał 29 września 1960 roku Harry Beatty.
Mrówkojadek jedwabisty tradycyjnie jest klasyfikowany jako jedyny przedstawiciel rodzaju mrówkojadek (Cyclopes); Miranda i współpracownicy w 2018 roku przy użyciu integracyjnego podejścia, które łączyło dane morfologiczne, morfometryczne i molekularne podnieśli dawne podgatunki C. d. catellus, C. d. dorsalis i C. d. ida do rangi odrębnych gatunków, a także opisali nowe gatunki Cyclopes rufus, Cyclopes thomasi i Cyclopes xinguensis. 
Autorzy Illustrated Checklist of the Mammals of the World uznają C. didactylus za gatunek monotypowy.

### Etymologia
- Cyclopes: gr. κυκλωψ kuklōps, κυκλωπος kuklōpos „okrągłooki”, od κυκλος kuklos „okrąg”[16].
- didactylus: gr. δι- di- „podwójny”, od δις dis „dwa razy”, od δυο duo „dwa”; δακτυλος daktulos „palec”[17].

## Zasięg występowania
Mrówkojadek jedwabisty występuje we wschodniej Kolumbii, wschodniej i południowej Wenezueli, na Trynidadzie, w Gujanie oraz północnej i północno-wschodniej Brazylii.

## Morfologia
Długość ciała (bez ogona) 201–205 mm, długość ogona 165–295 mm, długość ucha 10–18 mm, długość tylnej stopy 30–50 mm; masa ciała około 300 g. Sierść miękka, wełnista, szara do złocistej, z ciemną pręgą wzdłuż głowy, szyi i na grzbiecie. Pokaźne, ostre, zakrzywione pazury na drugim i trzecim palcu przednich nóg. Ogon chwytny; jego spód nie jest owłosiony. Język długi i lepki.

## Tryb życia
Prowadzi nadrzewny, nocny tryb życia. Poluje w koronach drzew. Żywi się przede wszystkim nadrzewnym mrówkami i termitami. Może zjeść w ciągu doby do 8000 mrówek. Po trwającej 120–150 dni ciąży samica rodzi jedno młode, które pozostawia w gnieździe zbudowanym z liści. Młodym zajmują się oboje rodzice.

## Status zagrożenia
W Czerwonej księdze gatunków zagrożonych Międzynarodowej Unii Ochrony Przyrody i Jej Zasobów został zaliczony do kategorii LC (ang. least concern ‘najmniejszej troski’).